# Франческо Мазіні
Франческо Мазіні (мальт. Francesco Masini; 6 грудня 1894 — 9 липня 1964) — гозітанський адвокат і політик, який служив у Законодавчих зборах.

## Політичне життя
Мазіні заснував партію Гозітан у квітні 1947 року і був обраний до парламенту Мальти між 1947 і 1950 роками (коли Законодавчі збори було розпущено) разом з Антоном Каллея та Джузеппі Чефаї.
Доктор Масіні також очолював делегацію, яка завдяки дискусіям з єпископом Джузеппі Паче призвела до того, що філармонія Леоне подарувала статую Санта-Марія кафедральному собору Гоцо.

## Спадщина

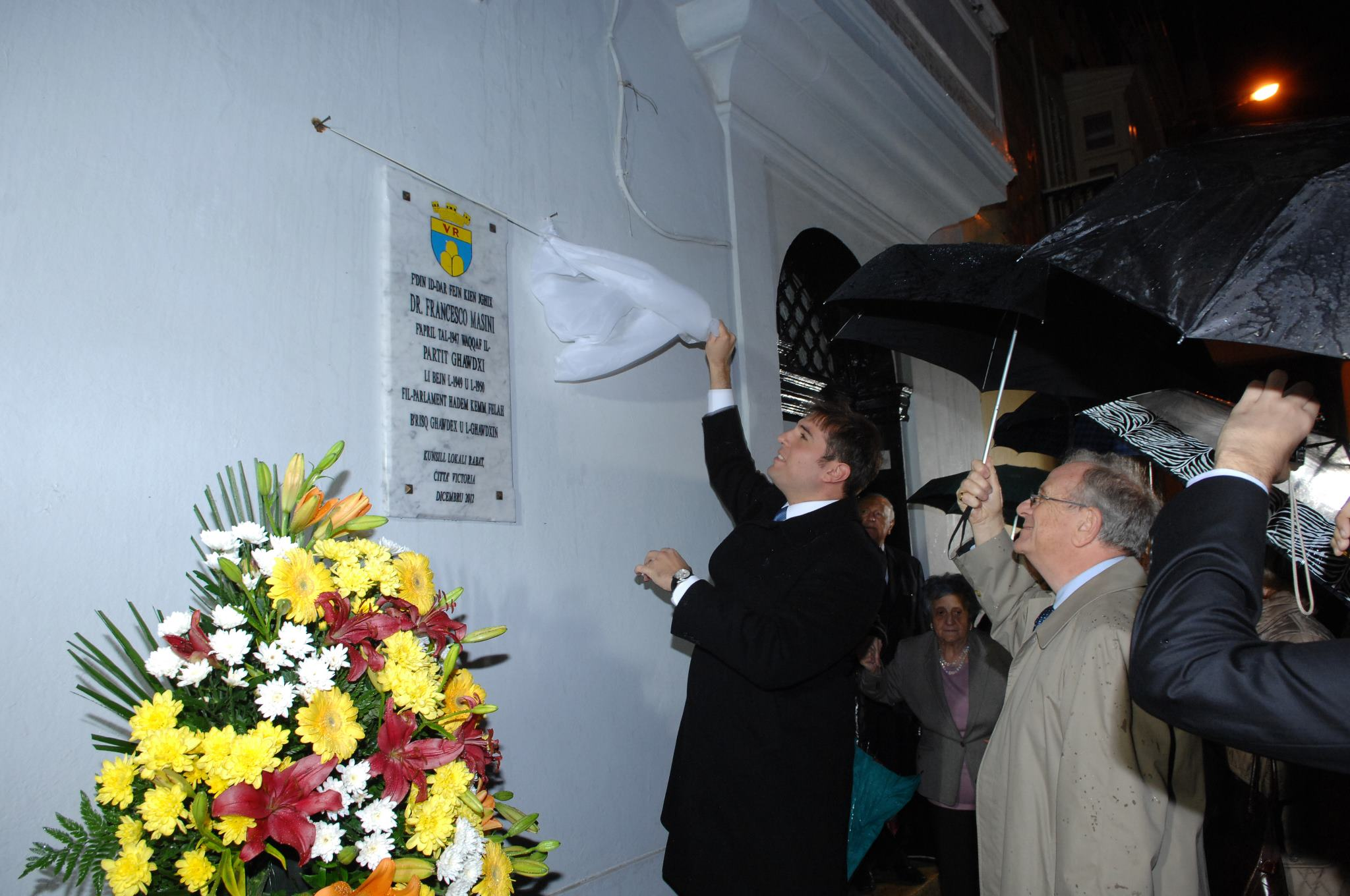
Пам'ятна дошка в будинку родини Мазіні в Рабаті, Гоцо

У столиці Гоцо, Рабаті, є дорога, присвячена д-ру. Мазіні, доньці Мазіні Розі, що внесла «данину парафії собору» від імені свого покійного батька.